# Creative Control (film)
Creative Control è un film del 2015 diretto e interpretato da Benjamin Dickinson.

## Trama
In un vicino futuro, la tecnologia ha compiuto nuovi progressi nel campo della realtà aumentata, ma i nuovi strumenti pensati per il diletto e per aumentare la connettività tra le persone contribuiscono ad aumentare le ansie e le insicurezze degli utenti. A Brooklyn, David è un dirigente presso un'importante azienda pubblicitaria al quale viene affidata la gestione di una campagna per lanciare "Augmenta", un nuovo rivoluzionario modello di occhiali per la realtà aumentata in grado, con una semplice e intuitiva interfaccia gestibile con comandi gestuali e vocali, di offrire strumenti creativi in vari campi professionali, dall'artistico all'ingegneristico. David, non pienamente soddisfatto anche dalla sua relazione personale con Juliette, un'insegnante di yoga, risente dello stress derivante dagli impegni professionali, trovando sfogo nell'abuso di alcol e antidepressivi, invidiando il mondano stile di vita dell'amico Wim, un fotografo di moda, che non si fa scrupolo a tradire la giovane fidanzata Sophie con le modelle con cui lavora.
La vita di David, professionale e privata, si complica quando inizia a sviluppare un'attrazione per Sophie, alla quale trova un lavoro presso l'azienda per cui lavora. Il suo interesse per la compagna del migliore amico diventa rapidamente sempre più profondo, pur essendo solo parzialmente ricambiato, tanto da iniziare a usare Augmenta, gli occhiali che deve pubblicizzare e che può testare personalmente quotidianamente, per creare un avatar che ricalca le forme della ragazza. Il rifiuto di alcune avance da parte di Sophie non frena l'ossessione che David manifesta per lei, desiderio che lo porta a perfezionare l'avatar fino a renderlo quasi del tutto identico e indistinguibile dalla vera figura della ragazza e che usa per simulare un rapporto sessuale con lei. Nel frattempo, continua ad abusare di alcol e farmaci, riuscendo a fatica a seguire il suo progetto lavorativo, che vede il coinvolgimento di Reggie Watts, ingaggiato per creare con gli occhiali un video musicale promozionale. David, sull'orlo di perdere il controllo, non si cura adeguatamente del lavoro di Raggie, che produrrà un video provocatorio che non soddisfa minimamente le aspettative dei produttori di Augmenta. David viene licenziato. Cerca poi di conquistare Sophie dichiarando il suo amore per lei e rendendolo pubblico dinanzi all'amico Wim, ma viene scacciato da entrambi.
Tornato a casa da Juliette, dal quale si era intanto allontanato, questa le confessa di aver avuto un rapporto sessuale con un collega insegnante di yoga, esperienza che a suo dire le ha consentito di ottenere una più chiara visione della propria vita e del loro rapporto. I due iniziano a programmare un nuovo futuro insieme, trasferendosi al di fuori di New York e lasciandosi alle spalle la frenetica e stressante vita che hanno condotto finora. Tuttavia, vengono interrotti da un altro dirigente dell'ex azienda di David, il quale, intenzionato a usare l'avatar che ha creato come dimostrazione pubblicitaria, vuole subito riassumerlo facendogli riprendere la sua "vecchia" vita, offerta che lui non riesce a evitare di considerare.

## Produzione
Il film è quasi interamente in bianco e nero, girato con telecamere Alexa e lenti anamorfiche. Benjamin Dickinson, co-autore, regista e principale interprete del film, ha spiegato di essersi ispirato, tematicamente e stilisticamente, ai film che compongono la cosiddetta "trilogia esistenziale" di Michelangelo Antonioni, L'avventura, La notte e L'eclisse, oltre che a La dolce vita di Fellini e, particolarmente per lo stile di ripresa, a Manhattan di Woody Allen.
Per Dickinson il film è una sorta di satira esistenziale, nella quale si cerca anche di rappresentare l'astrazione del desiderio, che non solo vuole essere vissuto dai protagonisti, ma anche osservato e manipolato da un punto di vista esterno. Nelle sue intenzioni, il film cerca di offrire una visione realistica della società contemporanea, con l'ansia a porsi come principale punto chiave della pellicola, per Dickinson stato inevitabile per l'essere umano moderno, che secondo il suo pensiero non si dovrebbe cercare di curare ma bensì di accettare e abbracciare.
Il cast vede lo stesso Dickinson nei panni del protagonista, mentre tra i principali interpreti figurano anche Nora Zehetner nei panni di Juliette, Dan Gill nel ruolo di Wim e Alexia Rasmussen, interprete di Sophie. Il regista ha voluto, per un maggiore senso di realismo, la presenza di personaggi appartenenti al mondo rappresentato anche nella vita reale: l'attore e musicista Reggie Watts interpreta se stesso, Gavin MacInnes, interprete del dirigente pubblicitario Scott, è cofondatore di Vice Media; il rapper Himanshu Suri, noto come "Heems", nei panni di un collega di David; e Jake Lodwick, nel film l'inventore di Augmenta, cofondatore di Vimeo.
La colonna sonora, curata dal compositore Drazen Bosnjak, include componimenti di Vivaldi, Bach, Purcell, Mozart e Schubert. Per finanziare gli effetti visivi fu effettuata una campagna su Kickstarter che raccolse circa 32.000 dollari a fronte di un obiettivo d'incasso di 30.000.

## Distribuzione
Dopo il debutto avvenuto il 14 marzo 2015 al festival South by Southwest, in cui ha vinto un premio speciale della giuria per l'"eccellenza visiva", è uscito nelle sale statunitensi in distribuzione limitata l'11 marzo 2016.

## Riconoscimenti
- 2016 - National Board of Review Awards
  - Migliori dieci film indipendenti